# Innovative Interstellar Explorer
Innovative Interstellar Explorer (с англ. — «Инновационный Межзвёздный Исследователь») — предложенный НАСА проект зонда для исследования внешних областей Солнечной системы и межзвёздного пространства.

## Описание миссии
Главной особенностью миссии является то, что разгон с помощью химических двигателей будет использован лишь для ухода из гравитационного поля Земли. В течение же дальнейшего путешествия в качестве маршевых будут использоваться ионные двигатели, что позволит аппарату, к моменту исчерпания через 15 лет после старта рабочего тела двигателей, оказаться в 103 а.е. от Земли (аппаратам Вояджер для этого понадобилось более 30 лет) и продолжать удаляться со скоростью 45 км/с. Предполагается, что связь с ним будет поддерживаться как минимум до расстояния 200 а.е, которое будет ограничено мощностью бортового передатчика и радиоизотопных источников энергии. На таком удалении зонд будет находиться к 2044 году. Вес научного оборудования составит 30 кг. Стоимость миссии оценивается в $2 млрд.